# Poa lanata
Poa lanata är en gräsart som beskrevs av Frank Lamson Scribner och Elmer Drew Merrill. Poa lanata ingår i släktet gröen, och familjen gräs. Inga underarter finns listade i Catalogue of Life.